# آنچه زنان می‌خواهند
آنچه زنان می‌خواهند (انگلیسی: What Women Want) فیلمی در ژانر کمدی رمانتیک و فانتزی به کارگردانی نانسی مایرز است که در سال ۲۰۰۰ منتشر شد.

## بازیگران
- مل گیبسون - نیک مارشال
- هلن هانت - دارسی مک‌گوایر
- مریسا تومی - لولا
- آلن آلدا - دن وانامیکر
- لورن هالی - جیجی
- اشلی جانسون - الکساندرا «الکس» مارشال
- بت میدلر - دکتر جی.ام. پرکینز
- مارک فیورستین - مورگان فارول
- اریک بالفور - کامرون
- لوگن لرمان - یانگ نیک مارشال
- جودی گریر - ارین
- ولری پرین - مارگو
- لیسا ادلستین - داینا
- لرتا دیواین - فلو
- سارا پلسون - آنی
- آنا گستایر - سو کِرَنستون